# Застава Папуе Нове Гвинеје
Застава Папуе Нове Гвинеје усвојена је 1. јула 1971. године. У доњој дијагоналној половини на црној позадини налази се 5 звезда које представљају сазвежђе јужни крст а на горњој црвеној половини налази се контура рајске птице. На такмичењу за нову заставу, 1971, победио је цртеж тада петнаестогодишње девојчице Сусан Хухуме.